# Microtus daghestanicus
Microtus daghestanicus és una espècie de talpó que es troba des del nord del Caucas fins a les muntanyes del nord-est d'Anatòlia costaneres amb el mar Negre (sud de Rússia, Geòrgia, Armènia, l'Azerbaidjan, nord-est de Turquia i possiblement el nord-oest de l'Iran).
S'assembla a altres espècies del gènere:
- És una mica més petit que Microtus majori i no té el pèl tan fosc.
- És una més fosc que Microtus subterraneus.
- Té els ulls més petits que Microtus obscurus, que habita la mateixa àrea.

Viu en ambients oberts, prats alpins i estepes d'altitud elevada i també se'l troba als marges dels camps de cereals. Té hàbits més excavadors que altres talpons.